# IC 4910
IC 4910 — галактика типу SB? (компактна витягнута галактика) у сузір'ї Павич.
Цей об'єкт міститься в оригінальній редакції індексного каталогу.